# Тер-Газарянц Георгій Арташесович
Георгій Арташесович Тер-Газарянц (10 березня 1923, місто Баку, тепер Азербайджан — 31 грудня 2023, Москва) — радянський діяч, 2-й секретар ЦК КП Вірменії, 1-й секретар ЦК ЛКСМ Вірменії, надзвичайний і повноважний посол СРСР у Сенегалі, Гамбії та Зімбабве. Член Бюро ЦК КП Вірменії в 1961—1973 роках. Член Центральної Ревізійної Комісії КПРС у 1966—1976 роках. Депутат Верховної Ради Вірменської РСР. Депутат Верховної Ради СРСР 7—8-го скликань.

## Життєпис
У липні 1941 — 1950 року — у Червоній армії, учасник німецько-радянської війни.
Член ВКП(б) з 1942 року.
У 1950 році закінчив Військово-політичну академію імені В. І. Леніна.
У 1950 — 16 грудня 1955 року — 1-й секретар ЦК ЛКСМ Вірменії.
У 1955—1957 роках — 1-й заступник голови Комітету молодіжних організацій СРСР, заступник голови Антифашистського комітету радянської молоді.
У 1957—1958 роках — завідувач відділу ЦК ВЛКСМ зі зв'язків з молодіжними організаціями соціалістичних країн.
У 1958—1961 роках — в апараті ЦК КПРС.
10 лютого 1961 — 3 березня 1966 року — секретар ЦК КП Вірменії.
5 березня 1966 — 22 березня 1973 року — 2-й секретар ЦК КП Вірменії.
30 квітня 1973 — 4 липня 1981 року — надзвичайний і повноважний посол СРСР у Сенегалі та Гамбії (за сумісництвом).
4 липня 1981 — 18 березня 1987 року — надзвичайний і повноважний посол СРСР у Зімбабве.
У 1987—1992 роках — 1-й заступник голови правління Всесоюзного агентства з охорони авторських прав (ВААП). 
У 1992—2004 роках — голова правління і віцепрезидент Російського авторського товариства (РАТ).
З 2004 року — на пенсії в Москві.

## Нагороди і звання
- орден Жовтневої Революції
- орден Вітчизняної війни І ст. (6.04.1985)
- два ордени Трудового Червоного Прапора (9.03.1973,)
- орден «Знак Пошани» (1960)
- медаль «За відвагу» (1942)
- медаль «За оборону Кавказу» (1944)
- медаль Мхітара Гоша (Вірменія) (3.09.2011)
- медалі
- надзвичайний і повноважний посол СРСР